# Kyosho
Kyosho Corporation (japanska: 京 商 株式会社, Kyosho Kabushiki Kaisha?) är ett japanskt företag som tillverkar radiostyrda bilar, båtar, flygplan och helikoptrar. Företaget, som grundades 1963, marknadsför sina produkter under namnet Kyosho. Företagets huvudkontor ligger i Chiyoda, Tokyo, och huvudkontorets produktionsanläggningar finns i Atsugi, Kanagawa.
Företaget är en av de äldsta RC-modellbiltillverkarna i Japan, och producerar ett brett utbud av produkter, bland annat radiostyrda bilar, flygplan, helikoptrar och båtar. Kyosho tillverkar också mycket detaljerade gjutna modellbilar. Dess främsta konkurrent på RC-bilmarknaden är Tamiya. Kyosho har undvikit direkt konkurrens mot Tamiya i hobbyklassbilar på marknaden sedan 80-talet och 90-talen, där Tamiya var mest aktiva, och fokuserar istället på att utforma professionella racingbuggys i skala 1/8, Mini-Z-serien, och RC-helikoptrar, områden där Kyosho dominerar idag. Företaget är mest känt för sina tävlingsbuggys i skala 1/8, Mini-Z-serien, och RC-helikoptrar, men tillverkar även fjärrstyrda tvåbenta robotar i Manoiserien.

## Historia
Företaget bildades i oktober 1963, och skapade sin första varumärkes-RC-bil år 1970. Tillverkningen av gjutna modellbilar inleddes år 1992.

## Radiostyrda produkter
Kyosho tillverkar ett större antal radiostyrda produkter än någon annan RC-tillverkare, även racing- och körklara bilar och lastbilar, helikoptrar, skala, sport och Warbird radiostyrda plan, och en rad radiostyrda båtar. Efter att nyligen ha förvärvat Team Orion, har Kyosho nu branschledande produkter i elektriska motorer (borstade och borstlösa) Ni-MH och Li-PO-batterier och batteriladdare.

### Kända produkter
- 1 / 8 skala motorbilar
- 1 / 10 skala motorbilar
- 1 / 10 skala elbilar
- Mini-Z racers

### Produkter som har vunnitIFMARVM
- 1 / 10 Electric Off Road 2WD
  - 1987 - Ultima
- 1 / 10 IC Track
  - 2004 - PureTen V-One RRR
  - 2008 - PureTen V-One RRR Evo 2
- 1 / 8 IC Off Road
  - 1992 - Inferno
  - 1994 - Turbo Inferno
  - 1996 - Inferno MP-5
  - 1998 - Inferno MP-5 EVO
  - 2000 - Inferno MP-7,5
  - 2002 - Inferno MP-7,5
  - 2006 - Inferno MP777 WC
  - 2010 - Inferno MP9 TKI2 (WC)
- 1 / 8 IC Track
  - 2003 - Evolva
  - 2005 - Evolva
  - 2007 - Evolva M3
  - 2009 - Evolva M3 Evo

### Motorbilar
Kända nuvarande modeller
- 1 / 8 on-road
  - Evolva-serien
  - Inferno GT-serien
- 1 / 8 off-road
  - ST-serien
- 1 / 8 off-road
  - Inferno-serien
- 1 / 10 on-road
  - Pure-Ten-serien (Alpha, Alpha II, Alpha III, V-ONE, FW-05T, FW-06, Fazer)
- 1 / 10 off-road
  - Inferno TR15
  - DBX / DST / DRT / DRX
- 1 / 16 terräng
  - GP Mini Inferno 09

Kända tidigare modeller
- 1 / 8 on-road
  - Fantom-serien
- 1 / 8 off-road
  - Burns serie
  - Circuit 20-serien
  - LandJump
- 1 / 10 off-road
  - Circuit 10-serien
- 1 / 12 i terräng
  - PeanutBuggy-serien
- 1 / 12 on-road
  - PeanutRacer-serien

### Elektriska On-roadbilar
Kända nuvarande modeller
- 1 / 10 Touring skala
  - TF-5
  - TF-5 hingst
  - TF-6

Kända tidigare modeller
- 1 / 12 skala
  - Supersport
  - MachSport
  - SonicSport
  - LazerSport
  - Super Alta
  - Fantom EP-4WD
  - Plazma EP 2WD Marki, II Mark och III Mark
  - Fantom EXT EP-4WD
  - Axis EX
  - ImpressR961
- 1 / 10 Touring skala
  - PureTen EP Spider
  - PureTen EP Spider TF-2
  - PureTen EP Spider TF-3
  - PureTen EP Spider TF-4 Type-R
  - KX-One
  - PureTen

### Elektriska terränggående bilar
Under 1980-talet var den elektriska terränggående 1/10-bilen (buggyn) oerhört populär, vilket ledde till att flera olika modeller lanserades. Många av dessa modeller har behållit sin popularitet, även efter att de gått ur produktion. [källa behövs]

#### Kända modeller
- 1978 Eleck Peanuts
- 1979 Rally-sport Renault Alpine A310
- 1982 Scorpion
- 1983 Tomahawk
- 1984 Progress 4WDS
- 1985 Optima
- 1987 Ultima
- 1989 Lazer ZX

#### DASH 1
Kyosho började sälja DASH 1 år 1970. Det fanns tre karosstyper att välja mellan, de populäraste racingmaskinerna i Japans Grand Prix: Porsche 917, Lola T70 och McLaren Elva. Karosserna var vakuumgjutna, en helt ny innovation för RC-bilar på den tiden. DASH 1 prissattes till 23 000 ¥, exklusive motor. De motorer som användes var fortfarande den importerade 19-klass Veco (Västtyskland) och K & B (USA) marinmotorer med en Perry Förgasare och Kyosho's Fuel proppen och en billjuddämpare.

#### DASH 2
År 1971 kom DASH 2, som riktade sig till nybörjare (pris: 16 500 Yen). DASH 1 använde ett två-delat chassi, men DASH 2 hade ett helt chassi och motorn var bara på en liten frontvinkel. Dessutom släpptes SUPER DASH (pris: 26 000 Yen) vilken var en tävlingsmaskin.

#### DASH 3
DASH 3 och DUNE BUGGY släpptes 1972, vilka startade buggy racing-fenomenet[källa behövs].

#### Eleck Peanuts
Detta var den första elektriska off-road-bil som såldes av Kyosho. En motor lades ut på PeanutBuggy, som tidigare hade sålts som en motorbil. Det såldes för 9 800 ¥ vid den tiden.

#### Rally-sport
En 2WD terränggående bil med en RS540-motor baktill. Ramen hämtades från Alpine A310. Använder en dubbla triangellänkar för främre hjulupphängningen, och en semi-streaming arm för bakhjulsupphängning. Bilarna aluminiumram och bakre design överfördes till Scorpion. Såld för 16 000 ¥ vid den tiden.

## Källhänvisningar
1. ↑  "About Us". Arkiverad 19 augusti 2014 hämtat från the Wayback Machine. Kyoshoamerica.com. Läst 17 augusti 2014. (engelska)